# Инфорсмент
Инфорсмент (англ. enforcement) — это
1. Обеспечение выполнения договоров;
2. Защита контрактов;
3. Принуждение к исполнению контракта;

Сама суть глагола «force» с английского языка означает «принуждать», то есть действие, носящие принудительный характер выполнения чего-либо вторым лицом, под давлением первого лица.
В данном случае, инфорсмент означает принуждение первым лицом, подписавшим контракт, действие в сторону второго лица, подписавшего контракт, выполнения части контракта, который был обговорен прежде чем был подписан сам контракт.
В эпоху перестройки СНГ после развала СССР, многие испытали шок в связи с переходом экономики на рыночную. Финансовая неграмотность жителей сильно испытывалась в первом десятилетий. Многие договора заключались между собой на основе  а, либо на бумажном носителе, но без оттиска печати нотариуса, который бы утверждал, что нотариус являлся непосредственно свидетелем процесса переговоров и заключения контракта. Такой вид контракта был негативным в силу того, что если вторая сторона договора выполняла свои обязанности не вовремя, либо же отказывалась исполнять, первая сторона не могла это отсудить в суде, ибо сам контракт был заключен неграмотно, с точки зрения законодательной базы.
В последующем, чтобы обезопасить себя, ныне многие компании заключают договор согласно законодательству той страны, в которой она функционирует и в которой она зарегистрирована как налогоплательщик (то есть законно зарегистрирована в государственном органе, как резидент той страны, в котором они функционируют и предоставляют свои услуги), в случае если другая сторона откажется выполнять свои обязанности, то первая сторона сможет выиграть дело в суде или заставить вторую сторону выполнить свои обязательства по поводу поставки товара либо оплаты за поставленный товар первой стороной.
Помимо внутри одной страны, инфорсмент также широко применяется на международном рынке, ибо иностранный инвестор несёт огромный риск за несвоевременное выполнение контракта другой стороной.
Также в международном суде предусмотрены меры наказания за нарушение условий договора/контракта, который был составлен грамотно, с точки зрения юриспруденции (международного соглашения), на бумажном носителе и носит в себе оттиск печати двух компании (если договор заключён между юридическими лицами) и подписи первых руководителей (либо лица, которому выдана доверенность и действует от имени компании) каждой компании, которая участвует в заключении договора/контракта.